# Neolamprologus mondabu
Neolamprologus mondabu är en fiskart som först beskrevs av Boulenger, 1906.  Neolamprologus mondabu ingår i släktet Neolamprologus och familjen Cichlidae. IUCN kategoriserar arten globalt som livskraftig. Inga underarter finns listade i Catalogue of Life.